# Discias pascuensis
Discias pascuensis is een garnalensoort uit de familie van de Disciadidae. De wetenschappelijke naam van de soort is voor het eerst geldig gepubliceerd in 1987 door Fransen.